# Thing for You
Thing for You è un singolo dei DJ francesi David Guetta e Martin Solveig, pubblicato il 12 luglio 2019.

## Descrizione
La canzone è stata scritta da David Guetta, Noonie Bao, Alex Hope, Martin Picandet e Sasha Sloan (quest'ultima ha anche partecipato vocalmente al brano).
In Italia il singolo è entrato in rotazione radiofonica il 6 settembre successivo.

## Classifiche
| Classifica (2019) | Posizione massima |
| ----------------- | ----------------- |
| Belgio (Fiandre)  | 60                |
| Lituania          | 47                |
| Regno Unito       | 89                |
| Slovacchia        | 99                |
| Ucraina           | 83                |